# Bleach: Memories of Nobody
Bleach: Memories of Nobody (яп. 劇場版 BLEACH ブリーチ MEMORIES OF NOBODY, Блич: воспоминания ни о ком) — анимационный фильм, снятый по мотивам манги «Блич» Тайто Кубо, но никак не связанный с основной сюжетной линией. Сценарий написан Масаси Сого.

## Сюжет
Однажды в Каракуре появилась группа созданий, именуемых «чистыми». Рукия Кучики и Ичиго Куросаки отправились в разведку. По пути они обнаружили необычную молодую девушку Сэнну, судя по всему она — проводник душ, однако подробности она сообщать отказывается.
В Сообществе душ также неспокойно. В небе над Сэйрэтэй образовалась проекция мира живых. Объявлено чрезвычайное положение, проводится срочное расследование данного случая. Для некоторых проводников душ это событие послужило знаком приближающегося конца. Если баланс между Сообществом душ и реальным миром пошатнётся, оба мира могут пострадать.
Тем временем Ичиго и Сэнна обнаруживают группу людей, называющих себя «Тёмными». Их лидер Ганрю одержим идеей уничтожения мира. По мере того, как сила Тёмных растёт, Ичиго и его друзьям предстоят все более тяжёлые и значимые битвы. На всё у героев есть только час, час до конца мира.

## Персонажи
- Сэнна (яп. 茜雫 Senna) — необычная молодая девушка, которую встречают Рукия и Ичиго. Судя по всему, Сэнна — проводник душ, однако подробности она сообщать отказывается. Носит она обычную одежду синигами, а также большую красную ленту, повязанную вокруг талии. Её дзампакто, утерянный сто лет назад, носит имя Мирокумару (яп. 弥勒丸 Mirokumaru, «Круг Майтреи»). Её зампакто высвобождается по команде «Принеси сумрак». Сэнна любит красный цвет.
Сэйю — Тива Сайто.
- «Тёмные» — клан проводников душ, которые были изгнанны из Сообщества задолго до событий фильма. Со временем они научились использовать «чистых», в частности, Сэнну. Предводитель «тёмных» — Ганрю (яп. 巌龍 Ganryuu).
- «Чистые» — души, оставшиеся без воспоминаний. У них розово-красная кожа и белая одежда, но в гневе меняют цвет кожи на красный. Тёмные использовали их в качестве слуг и как источник энергии.

## Роли озвучивают
- Масакадзу Морита — Ичиго Куросаки
- Фумико Орикаса — Рукия Кучики
- Роми Паку — Тосиро Хицугая
- Кэнтаро Ито — Рэндзи Абараи
- Рётаро Окиаю — Бякуя Кучики
- Кая Мацутани — Рангику Мацумото
- Фумихико Татики — Кэмпати Дзараки
- Нобуюки Хияма — Иккаку Мадарамэ
- Синъитиро Мики — Кискэ Урахара
- Томоко Каваками — Сой Фон

## Саундтрек
BLEACH the Movie: Memories of Nobody (Original Soundtrack) (яп. 劇場版 BLEACH MEMORIES OF NOBODY Original Soundtrack) — саундтрек к фильму, вышел 13 декабря 2006 года. Композитором является Сагису Сиро, музыку исполняет Лондонский филармонический оркестр.

### Список композиций
| №                   | Название                                   | Длительность |
| ------------------- | ------------------------------------------ | ------------ |
| 1.                  | «State of Emergency»                       | 0:52         |
| 2.                  | «Rush to the Scene»                        | 0:36         |
| 3.                  | «Number One (Versione Filmologia)»         | 5:05         |
| 4.                  | «Always be with me in mind»                | 4:17         |
| 5.                  | «Eerie Blank»                              | 3:29         |
| 6.                  | «Into the Storm»                           | 0:55         |
| 7.                  | «Senna»                                    | 1:30         |
| 8.                  | «Shadows Close in»                         | 2:00         |
| 9.                  | «Perishing One»                            | 3:07         |
| 10.                 | «Blast!»                                   | 0:34         |
| 11.                 | «Will Save You»                            | 2:47         |
| 12.                 | «Turn The Tables»                          | 2:41         |
| 13.                 | «Dark One»                                 | 0:30         |
| 14.                 | «Nothing Anymore»                          | 2:16         |
| 15.                 | «Ceremony Commences»                       | 2:54         |
| 16.                 | «Number One (Malicious Gravy MC)»          | 6:02         |
| 17.                 | «Come to Lend a Hand»                      | 1:20         |
| 18.                 | «Frenzied Battle»                          | 1:21         |
| 19.                 | «Fight to the Death»                       | 3:22         |
| 20.                 | «Tables Have Turned»                       | 1:52         |
| 21.                 | «Showdown»                                 | 3:01         |
| 22.                 | «Climax And Annihilation of the World»     | 2:49         |
| 23.                 | «Into The Fire»                            | 4:38         |
| 24.                 | «Always Be With Me In Mind (Instrumental)» | 4:19         |
| 25.                 | «Into The Fire (Guitar Version)»           | 3:53         |
| Общая длительность: | Общая длительность:                        | 1:06:10      |